# Gelatinipulvinella astraeicola
Gelatinipulvinella astraeicola — вид грибів, що належить до монотипового роду  Gelatinipulvinella.